# Renzo Fratini
Pour l’article homonyme, voir Fratini.
Renzo Fratini, né le 25 avril 1944 à Urbisaglia dans la province de Macerata en Italie, est un prélat catholique italien, nonce apostolique émérite pour le Saint-Siège.

## Biographie
Renzo Fratini est ordonné prêtre le 6 septembre 1969 par Mgr Ersilio Tonini. Il fréquente l'Académie pontificale ecclésiastique et intègre les services diplomatiques du Saint-Siège.
Le 7 août 1993, il est nommé archevêque titulaire de Botriana (de) et pro-nonce au Pakistan (en) par le pape Jean-Paul II.
Il reçoit la consécration épiscopale le 2 octobre 1993 des mains du cardinal Angelo Sodano assisté de Mgr Crescenzio Sepe et de Mgr Tarcisio Carboni (it). Le 8 août 1998, il est transféré comme nonce apostolique en Indonésie (en) ainsi qu'au Timor oriental (en) à partir du 24 juin 2003.
Le 27 janvier 2004, il est envoyé comme nonce apostolique au Nigeria (en).
Le 20 août 2009 le pape Benoît XVI le nommé nonce apostolique en Espagne et en Andorre (en), postes dans lesquels il succède à Mgr  Manuel Monteiro de Castro appelé à terminer à sa carrière au sein de la curie romaine.
À l'occasion du projet d'exhumation de Francisco Franco de son mausolée pour le mettre dans un endroit plus discret, il réagit vivement contre ce projet. Le gouvernement fait savoir qu'il va protester contre l'ingérence du nonce. Le pape François accepte la démission de Renzo Fratini le 4 juillet suivant.

## Succession apostolique
Renzo Fratini a ordonné les évêques suivants :
- Évêque John Ifeanyichukwu Okoye (de) (2005)
- Évêque Paulinus Chukwuemeka Ezeokafor (de) (2007)
- Évêque Anthony Ademu Adaji (de), M.S.P. (en) (2007)
- Évêque Hyacinth Oroko Egbebo (de), M.S.P. (2008)
- Évêque Augustine Tochukwu Ukwuoma (de) (2008)
- Évêque Callistus Valentine Onaga (de) (2009)
- Évêque Ginés Ramón García Beltrán (es) (2010)
- Évêque Juan Carlos Elizalde Espinal (es) (2016)
- Évêque Manuel Herrero Fernández (es), O.S.A. (2016)